# エクター郡 (テキサス州)
エクター郡（英: Ector County）は、アメリカ合衆国テキサス州の西部に位置する郡である。人口は16万5171人（2020年）。郡庁所在地はオデッサであり、同郡で人口最大の都市である。エクター郡は1893年に設立され、郡名は南北戦争で南軍の将軍だったマシュー・エクターに因んで名付けられた。
エクター郡はオデッサ都市圏を構成しており、ミッドランド・オデッサ広域都市圏にも入っている。

## 地理
アメリカ合衆国国勢調査局に拠れば、郡域全面積は902平方マイル (2,336 km2)であり、このうち陸地901平方マイル (2,334 km2)、水域は1平方マイル (2.6 km2)で水域率は0.07%である。年間平均降水量は14インチ (356 mm) であり、暖かく、日照が多く、やや乾燥した気候である。郡の大半は比較的平坦であり、小部分のみ幾らかのうねりがある。殺風景なくらい平坦な景色で知られている。自生する樹木は少ない。樹種の大半はメスキートであり、大きな茂みに近い。

### 主要高規格道路
- 州間高速道路20号線
- アメリカ国道80号線（旧道）
- アメリカ国道385号線
- テキサス州道158号線
- テキサス州道302号線
- テキサス州道環状338号線

### 隣接する郡
- アンドリューズ郡 - 北
- ミッドランド郡 - 東
- アプトン郡 - 南東
- クレーン郡 - 南
- ワード郡 - 南西
- ウィンクラー郡 - 西

## 人口動態
以下は2000年国勢調査による人口統計データである。
| 基礎データ - 人口: 121,123人 - 世帯数: 43,846 世帯 - 家族数: 31,700 家族 - 人口密度: 52人/km2（134人/mi2） - 住居数: 49,500軒 - 住居密度: 21軒/km2（55軒/mi2） 人種別人口構成 - 白人: 73.69% - アフリカン・アメリカン: 4.61% - ネイティブ・アメリカン: 0.83% - アジア人: 0.64% - 太平洋諸島系: 0.04% - その他の人種: 17.38% - 混血: 2.81% - ヒスパニック・ラテン系: 42.36% 年齢別人口構成 - 18歳未満: 30.4% - 18-24歳: 10.5% - 25-44歳: 27.9% - 45-64歳: 20.2% - 65歳以上: 10.9% - 年齢の中央値: 32歳 - 性比（女性100人あたり男性の人口） - 総人口: 94.7 - 18歳以上: 90.9 | 世帯と家族（対世帯数） - 18歳未満の子供がいる: 38.9% - 結婚・同居している夫婦: 54.1% - 未婚・離婚・死別女性が世帯主: 13.7% - 非家族世帯: 27.7% - 単身世帯: 24.0% - 65歳以上の老人1人暮らし: 8.9% - 平均構成人数 - 世帯: 2.72人 - 家族: 3.25人 収入と家計 - 収入の中央値 - 世帯: 31,152米ドル - 家族: 36,369米ドル - 性別 - 男性: 30,632米ドル - 女性: 21,317米ドル - 人口1人あたり収入: 15,031米ドル - 貧困線以下 - 対人口: 18.7% - 対家族数: 16.1% - 18歳未満: 23.9% - 65歳以上: 14.3% |

## 都市と町
- オデッサ、一部はミッドランド郡 - 郡庁所在地
- ゴールドスミス
- ウェストオデッサ、国勢調査指定地域
- ガーデンデール、国勢調査指定地域
- ペンウェル、未編入の町
- プレザントファームズ、未編入の町
- ノーツリーズ、未編入の町